# 大克庫克奈斯基火山
56°28′N 157°48′E / 56.47°N 157.80°E
大克庫克奈斯基火山（俄语：Большой Кекукнайский），是俄羅斯的火山，位於該國東部堪察加半島中部，屬於中部山脈的一部分，海拔高度1,401米，最近一次火山噴發在公元前5310年左右發生。